# فريد الدين العطار
فريد الدين العَطّار ( 618 - 540 هـ) (بالفارسیة: فریدالدین عطار) شاعرٌ فارسيٌ متصوفٌ، قال البعلبكي أنه «يُعتبر أحد أعظم الشعراء والمفكرين الصوفيين المسلمين». عُرف بغزارة الإنتاج، وقد تركت أعماله أثرًا ملحوظًا في الأدب الفارسي وفي الآداب الإسلامية الأخرى أيضًا. أشهر آثاره منطق الطير وهو شبه ملحمةٍ ويعتبر أوضح تفسيرٍ شعريٍ للتصوّف الفارسي.

## سيرته
هو محمد بن إبراهيم بن مصطفى بن شعبان، أبو حامد وأبو طالب المعروف بـ «خواجه عطار» و«فريد الدين». ولد في نيسابور وكان أبوه عطارًا (طبيبًا) وأخذ التصوف عن الشيخ نجم الدين الكبرى.

## مؤلفاته

### أعمال شعرية
- الكتاب الإلهي (بالفارسية: إلهى نامه) منظومةٌ أدبيةٌ.[5]
- منطق الطير (ملحمة أدبية).
- أسرار نامه.
- بند نامه.
- خسرو نامه.
- مصيبت نامه.
- الديوان ويتضمن 45450 بيتًا شعريًا.

## معرض صور

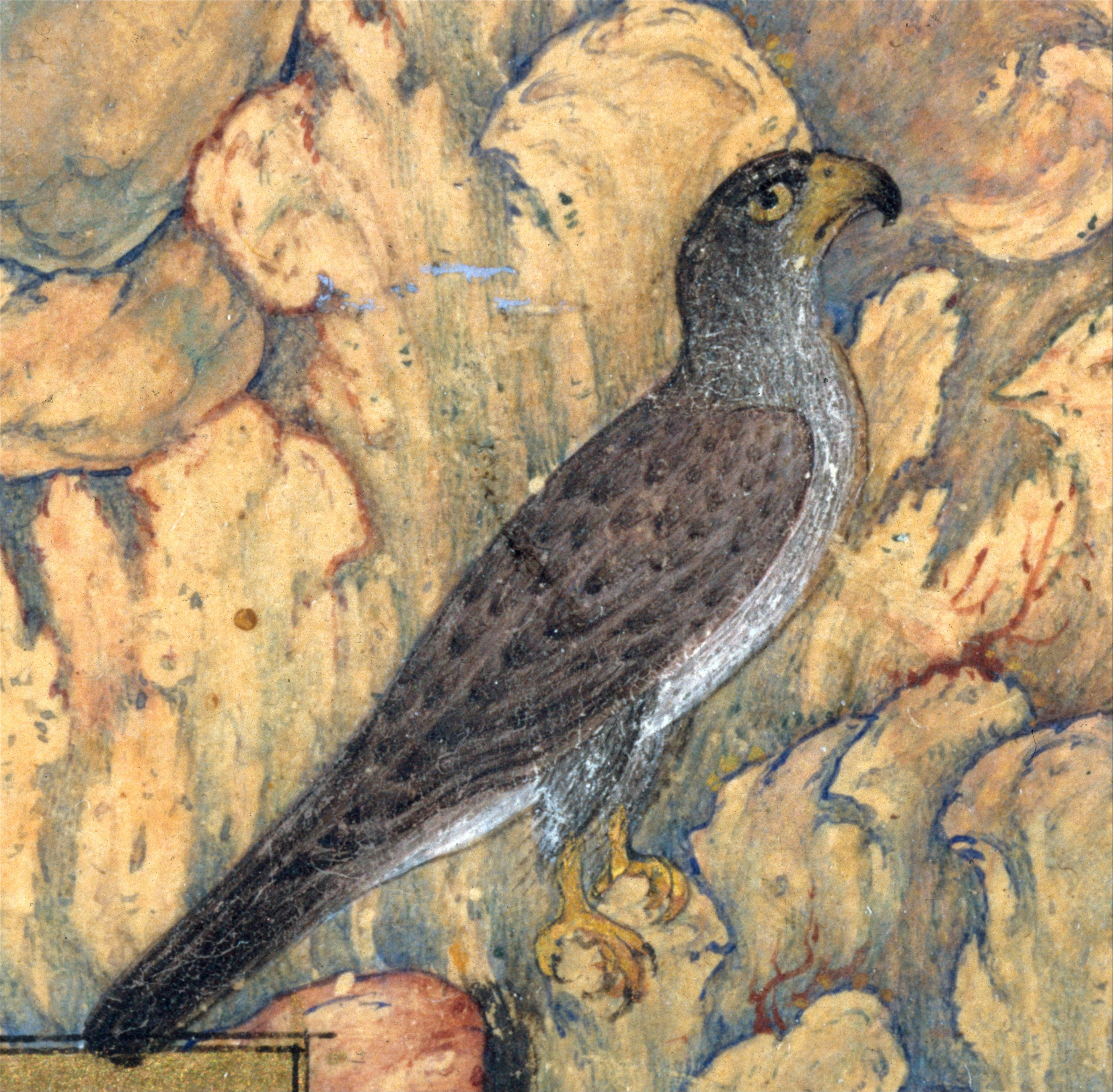
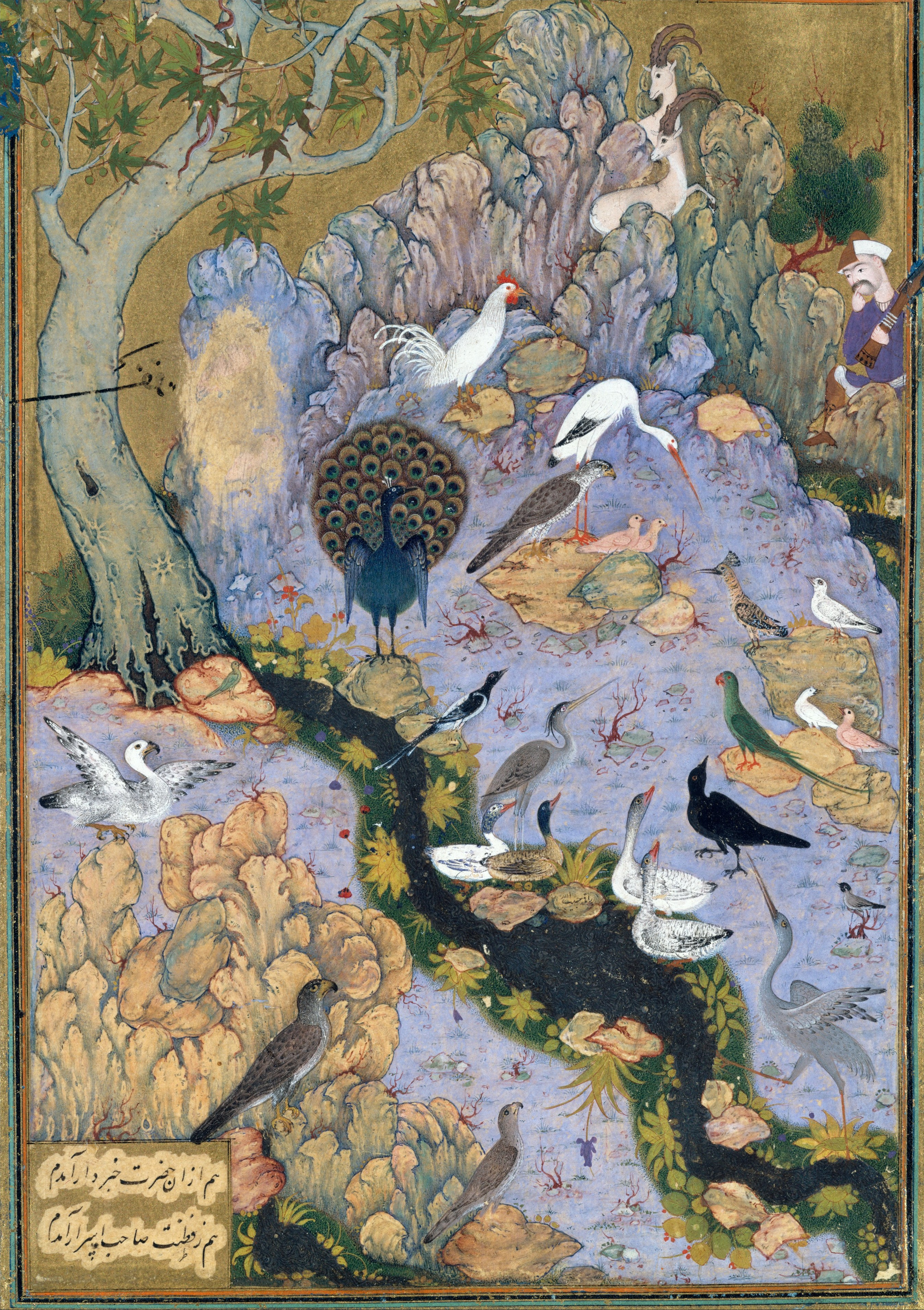
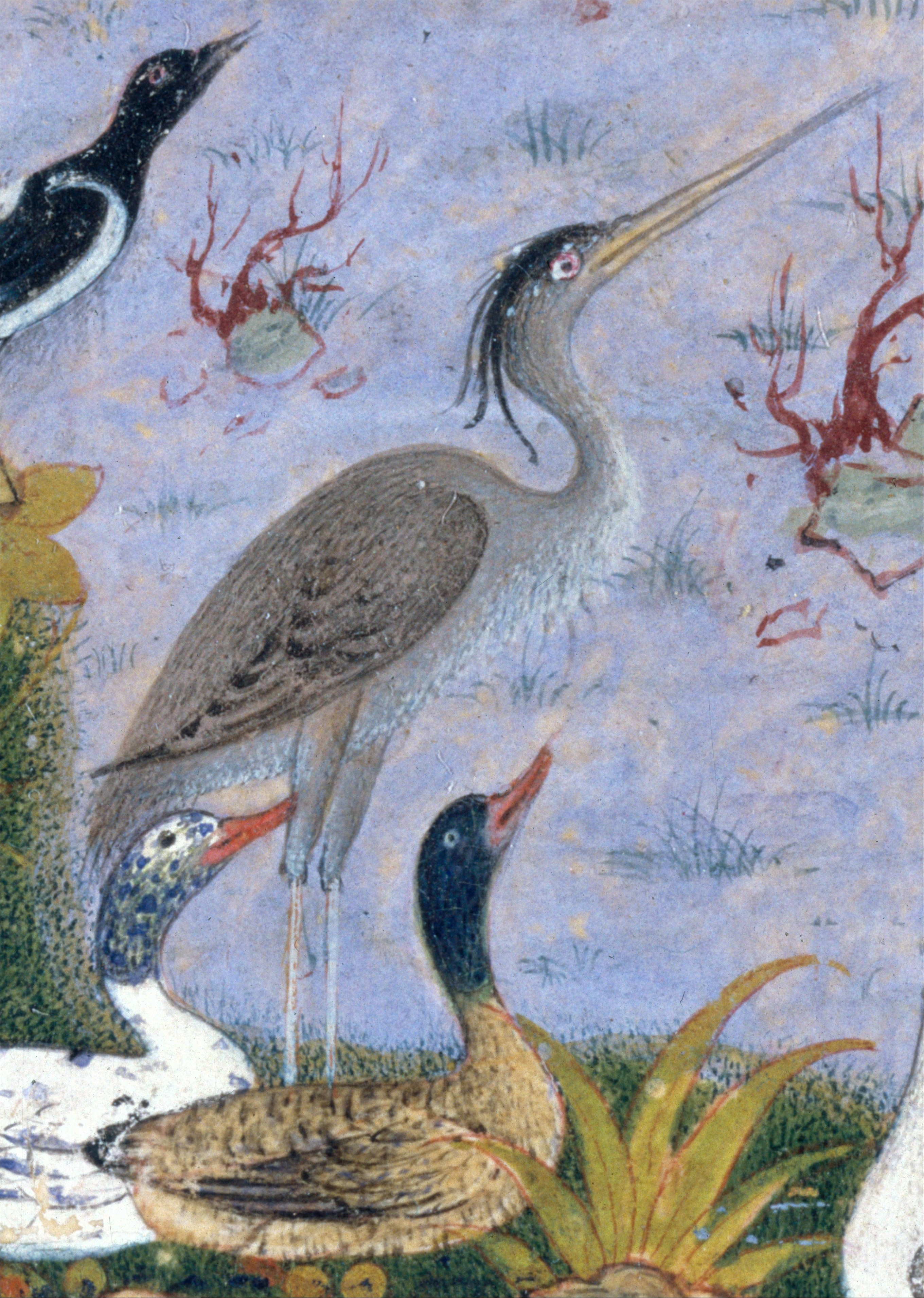
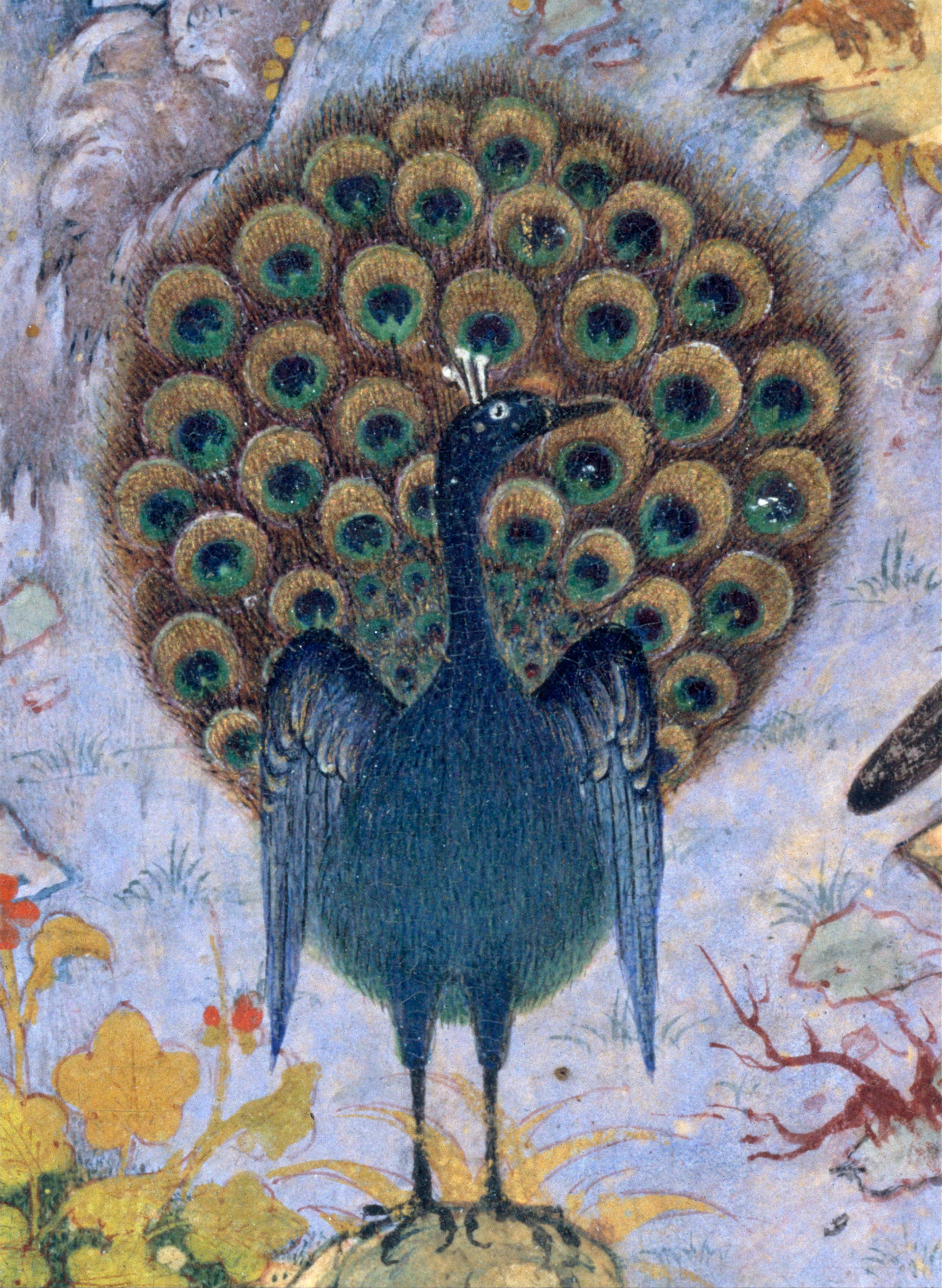

### أعمال نثرية

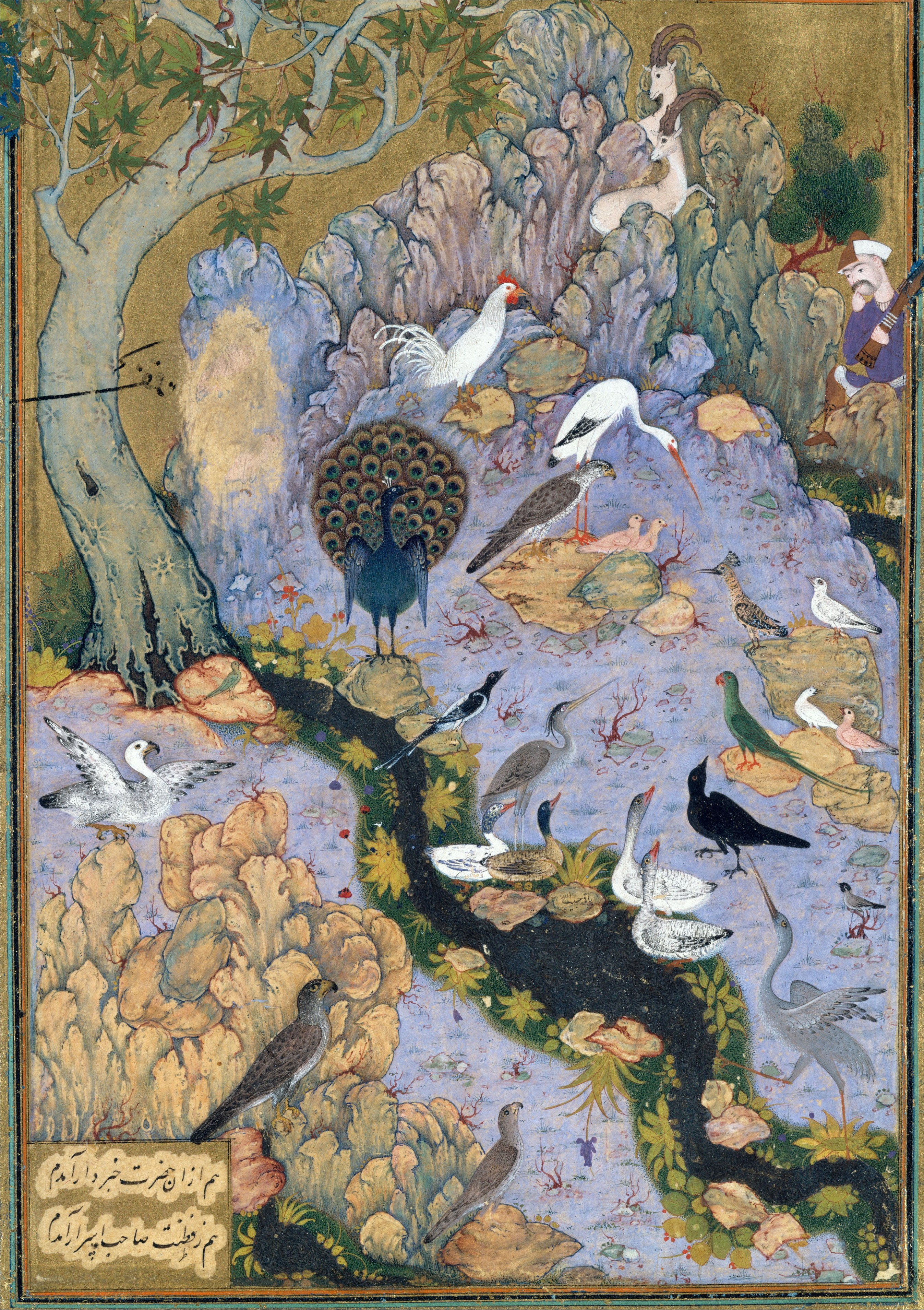
صفحة من كتاب منطق الطير

- مذكرة الأولياء.